# Денисов, Николай Васильевич
Николай Васильевич Денисов (9 ноября 1943, Окунево — 30 октября 2016 Тюмень) — советский и российский прозаик, писатель, поэт, публицист. Член Союза писателей СССР и затем России. Лауреат литературных премий: Тюменского комсомола им. П. П. Ершова, Всероссийской имени Д. Н. Мамина-Сибиряка, Имперская культура, Всероссийской имени Н. А. Некрасова. Лауреат премии журнала «Наш современник» за 2012 год. Почётный гражданин Бердюжского района Тюменской области.

## Биография
Родился 9 ноября 1943 году в селе Окунево Тюменской области, в семье крестьян. Завершив обучение в Бердюжской средней школе, в 1960 году устроился работать в совхозе — трудился разнорабочим, прицепщиком, в дальнейшем работал рыбаком на Тобольском рыбозаводе. В 1962 году завершил обучение в Голышмановском училище механизации сельского хозяйства, стал работать на тракторе. Затем изменил свою судьбу и трудоустроился литературным сотрудником в Омутинскую районную газету. С ноября 1962 по ноябрь 1965 года проходил службу в рядах Вооруженных Сил СССР, служил в морской пехоте, был командир стрелкового отделения, старшина II статьи.
В 1971 году успешно завершил обучение на заочном отделении Литературного института имени А. М. Горького. Стал работать корреспондентом районных газет в городе Ишиме, в посёлке Голышманово, затем трудился в многотиражке «Тюменский строитель». Некоторое время ходил матросом на пассажирском теплоходе «Петр Шлеев» по Северной Сосьве. С 1969 года работал корреспондентом в областной газеты «Тюменская правда». С 1972 года работал редактором газеты «Тюменская правда». В 1975 году уходит в плавание — участник экспедиции по перегону плавучей станции «Северное сияние-04», исполнял обязанности корабельного кока. Создатель газеты «Тюмень литературная» и её бессменный редактор.
В 1976 году ему в Тюменской писательской организации доверили возглавить бюро пропаганды художественной литературы. В 1984 году вновь ушёл в длительное плавание по морям Тихого и Индийского океанов.
Литературным творчеством увлекался с детства, писал стихи. Началом его активной писательской работы связано с 1965 годом. С 1969 года его подборки стихов активно публиковались в журналах: «Молодая гвардия», «Урал», «Октябрь», «Москва», «Новый мир», в еженедельнике «Литературная Россия». Отдельные его авторские сборники стихов издаются в «Советском писателе», «Современнике», Средне-Уральском книжном издательстве. В журнале «Урал» в 1985 году была опубликована его повесть «Перегон».
С 1976 года является членом Союза писателей СССР. С 2005 по 2014 годы был председателем Тюменской областной организации Союза писателей России.
Проживал в Тюмени. Умер 30 октября 2016 года.

## Награды и премии
- Медаль ордена «За заслуги перед Отечеством» II степени (2014).
- Лауреат премии Тюменского обкома ВЛКСМ, за книгу «Снега Самотлора».
- Лауреат Всероссийской премии имени Д. Н. Мамина-Сибиряка, за книгу «Заветная страна».
- Лауреат премии Имперская культура, за книгу «Огненный крест».
- Лауреат Всероссийской премии имени Н. А. Некрасова, за книгу «В чистом поле».
- Лауреат премии журнала «Наш современник» за 2012 год.
- Почётный гражданин Бердюжского района Тюменской области.